# Aloe glabrescens
Aloe glabrescens là một loài thực vật có hoa trong họ Măng tây. Loài này được (Reynolds & Bally) S.Carter & Brandham mô tả khoa học đầu tiên năm 1983.